# 大亀寺
大亀寺（たいきじ）は、岐阜県本巣市文殊にある曹洞宗の寺院。山号は五台山。本尊は文殊菩薩。文殊の地名の由来となった文殊山文殊院跡地に建立された。智勝院末寺。

## 歴史
当地は享禄年間に長井長弘が建立し、織田信長が本尊の文殊菩薩を常在寺へ移したため永禄年間に廃れたという文殊山文殊院の故地であった。近隣にあった照空寺（智勝院末）の玄洞文亀が南針和尚を開山として文殊院の再興を発願し、山県郡にあった大亀寺の名跡を与えられた。寺の再興は碩淳の代に達成され、寺田を備えるに至った。濃尾地震で大きな被害を受け、伽藍はその後再建されて現在に至る。太平洋戦争で寺鐘の戦時供出を行い長らく鐘を欠いていたが、平成元年（1989年）に新たに鋳たものを備えている。

## 境内
境内には本巣市の天然記念物に指定されている樹齢250年を超える樅の古木がある。